# S.O.S. Rumania
S.O.S. Rumania (en rumano: S.O.S. România) es un partido político de extrema derecha rumano que fue fundado en 2021. El partido es considerado populista de derecha, socialmente conservador e irredentista. Además, el partido es conocido por su postura euroescéptica, y se considera más radical que la Alianza para la Unión de los Rumanos (AUR). Se ha acusado que S.O.S Rumania está estrechamente vinculada a Rusia. Desde 2022, el partido ha sido dirigido por Diana Șoșoacă, entonces miembro del Senado de Rumania, que había sido elegida en la lista de la AUR.

## Historia
El partido fue fundado en noviembre de 2021 por Maricel Viziteu y Adeluța y Gabriel Gib, siendo este último un exmiembro del Partido Socialista Rumano (PSR). Se dio a conocer en el panorama político rumano en mayo de 2022 después de que la senadora Diana Șoșoacă, elegida en la lista de la Alianza para la Unión de los Rumanos (AUR), se uniera al partido y más tarde se convirtiera en su líder.
El 13 de octubre de 2023, S.O.S. Rumania expresó su intención de unirse al Partido Identidad y Democracia en el Parlamento Europeo. Sin embargo, más tarde se informó que el partido se uniría a una alianza liderada por Alternativa para Alemania. El 28 de junio de 2024, la Alternativa para Alemania rechazó la solicitud de S.O.S. Rumania.
En las elecciones al Parlamento Europeo de 2024, S.O.S Rumania obtuvo dos eurodiputados. Meses después, en las elecciones legislativas de Rumania de 2024, el partido obtuvo 28 diputados y 12 senadores.

## Ideología
Șoșoacă exigió la retirada de Rumanía de la Unión Europea, y también es crítica con la OTAN.  En el sitio web del partido, afirma que se opone a las "dictaduras rusas y chinas", y que apoya la membresía de Rumania en la UE, prefiriendo ser llamado „eurorrealista“ en lugar de euroescéptico. Sosoaca ha apoyado abiertamente a la Federación Rusa y ha visitado la embajada rusa varias veces. Șoșoacă también fue acusada de promover teorías de conspiración antisemitas, después de ser rechazada de la carrera presidencial de 2024. Ella rindió homenaje al exlíder legionario Corneliu Zelea Codreanu. 
El partido también es un defensor de la Gran Rumania, exigiendo a Ucrania que devuelva a Rumania los territorios anexados en 1940 durante la ocupación soviética de Besarabia y el norte de Bucovina, que hoy forman parte de Ucrania.  Debido a esto, Ucrania impuso sanciones a Șoșoacă.